# ایزنایو
ایزنایو (به اسپانیایی: Iznalloz) یک دهستان در اسپانیا است که در استان گرانادا واقع شده‌است. ایزنایو ۳۱۰٫۰۳ کیلومتر مربع مساحت و ۷٬۰۶۵ نفر جمعیت دارد و ۸۰۸ متر بالاتر از سطح دریا واقع شده‌است.

## خواهرخوانده
شهر سوینیی لو تام خواهرخواندهٔ ایزنایو هست.